# Astromuricea theophilasi
Astromuricea theophilasi is een zachte koraalsoort uit de familie Plexauridae. De koraalsoort komt uit het geslacht Astromuricea. Astromuricea theophilasi werd in 1896 voor het eerst wetenschappelijk beschreven door Germanos. 